# Київська чеська школа
Київська чеська школа — загальноосвітня школа з навчанням чеською мовою, яка працювала в Києві в 1907—1934 роках.
Багато чеських сімей, які проживали на початку XX століття в Києві, були змушені виїжджати, щоб забезпечити навчання дітей рідною мовою. Ідея створення школи належить представникові чеської громади в Києві Й. Мосеру, який теж відправив дружину з дитиною на батьківщину. Його підтримали активісти товариства ім. Я. А. Коменського та спортивної організації «Сокіл». На зборах товариства було обрано комітет, який запропонував проект створення школи. Здійсненням проекту зайнялися голова товариства ім. Коменського Ї. Їндржішек, професор А. Поспішил і голова «Сокола» юрист Вацлав Вондрак.
Для будівлі школи вибрали ділянку на Шулявці між парком Політехнічного інституту і нещодавно упорядкованим парком «Стромовка», на розі Брест-Литовського шосе (нині Берестейський проспект) і Дачного провулка (вул. Академіка Янгеля). Продавати цю землю іноземцям не дозволялося, тому ділянку купив Ї. Їндржішек, який мав російське підданство. До отримання дозволу від влади відкрили приватну школу Ярослава Боучека, першою вчителькою в ній стала Йосефа Шпикова. Заняття в школі почалися 15 вересня 1907 року. У перший рік у школі навчалося 35 учнів, їх розділили на три групи, вивчали чеську та російську мови, проводилися «інсценіровочні» заняття — методом постановки ситуаційних завдань. У жовтні від міської влади прийшов офіційний дозвіл, і товариство ім. Коменського взяло школу під свою опіку.
У 1909 році для школи побудовано нову двоповерхову дерев'яну будівлю. Вона знаходилася за адресою вул. Польова, 109 (нині вул. Академіка Янгеля, 2а), виходила фасадом до парку Політехнічного інституту. У 1910 році в школі навчалося 86 дітей у п'яти групах, був навчальний город.
У 1918 році заняття в школі тимчасово припинилися.
До початку 1930-х років у Києві працювало 13 шкіл для національних меншин, в тому числі і чеська, якою продовжував керувати Я. Боучек. У 1930—1937 роках в СРСР проводилася кампанія із закриття національних шкіл, багато вчителів і директорів були репресовані зі звинуваченнями у саботажі колективізації, антирадянській пропаганді, шпигунстві. У 1931 році Ярослав Боучек заарештований і засуджений Верховним судом України разом із ще 11 звинуваченими вчителями, в таборах став психічним хворим. У 1934 році школу закрили, учнів перевели в сусідню школу № 71. У будівлі колишньої чеської школи влаштували тимчасове житло, а до 1970-х років вона спала на ветхість і була знесена.